# Zajkowo (obwód miński)
Zajkowo (biał. Зайкава; ros. Зайково) – osiedle na Białorusi, w obwodzie mińskim, w rejonie soligorskim, w sielsowiecie Akciabr.
Dawniej zaścianek będący własnością Radziwiłłów (pod koniec XIX w. był już jednak poradziwiłłowski). W Imperium Rosyjskim Zajkowo leżało w guberni mińskiej, w powiecie słuckim. W latach 1919–1920 znajdowało się w Polsce, pod Zarządem Cywilnym Ziem Wschodnich, w okręgu mińskim, w powiecie słuckim. Wyznaczona w traktacie ryskim granica polsko-sowiecka pozostawiła miejscowość po stronie sowieckiej.